# Thylacodon
Thylacodon is een geslacht van uitgestorven buideldierachtigen uit de Herpetotheriidae die tijdens het Paleoceen in Noord-Amerika leefden.

## Fossiele vondsten
Fossielen van Thylacodon zijn gevonden in de Amerikaanse staten Colorado, Montana, New Mexico en Wyoming. De vondsten dateren uit de North American Land Mammal Ages Puercan en Torrejonian .
Thylacodon was als een van de zogenoemde "rampensoorten" de voornaamste buideldierachtige in Noord-Amerika tijdens het vroegste Paleoceen. De fauna van de Z-line Quarry in Montana dateert uit de eerste 28.000 jaar na de massa-extinctie op de Krijt-Paleogeengrens en deze wordt gedomineerd door drie type overlevende zoogdieren: de multituberculaat Mesodma (74% van de fossielen), Thylacodon montanensis (9%) en de cimolestide Procerberus (8%).

## Kenmerken
Thylacodon was een insectivoor met een gebit en formaat dat overeenkomt met dat van een dwergbuidelrat. 